# Preston B. Plumb
Preston B. Plumb (Delaware megye, 1837. október 12. – Washington, 1891. december 20.) az Amerikai Egyesült Államok szenátora (Kansas, 1877–1891).